# Бујар Османи
Бујар Османи (алб. Bujar Osmani; Скопље, 11. септембар 1979) албански је политичар из Северне Македоније и садашњи министар спољних послова Северне Македоније од 31. августа 2020. године. Пре овога је вршио функцију потпредседника владе задуженог за европске послове од 1. јуна 2017. до 31. августа 2020. године и министра здравља од 27. јула 2008. до 28. јула 2011. године.